# L'Amiral Tempête
Pour les articles homonymes, voir Amiral Ouchakov.
Pour plus de détails, voir Fiche technique et Distribution.
L'Amiral Tempête (Адмирал Ушаков, Admiral Ushakov) est un film soviétique réalisé par Mikhaïl Romm, sorti en 1953,.

## Synopsis
Le titre retenu par le ou les distributeurs francophones pourrait faire croire qu'il s'agit d'un film d'aventures destiné à la jeunesse : il n'en est rien. C'est une biographie de l'amiral Fiodor Fiodorovitch Ouchakov racontée en deux films dont le premier s'intitule dans la plupart des pays non francophones Amiral Ouchakov et le 2e pourrait être traduit du russe par Les navires prennent d'assaut les bastions.

## Fiche technique
- Photographie : Tchen You Lan, Aleksandr Chelenkov
- Musique : Aram Khatchaturian
- Décors : Alekseï Parkhomenko, Levan Chengeliia, Arnold Vaïsfeld